# Pedro Wirth

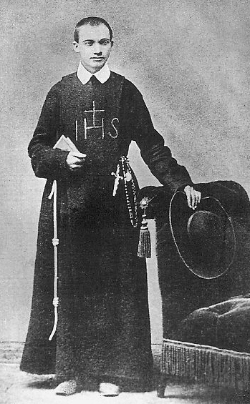
Hermano Jacobo Wirth (Peter Wirth, 1830 - 1871), Fundador de la Congregación de los Hermanos Franciscanos de la Santa Cruz (FFSC) / Institutum Fratrum Franciscanium an Sancta Cruce loci Waldbreitbach (FFSC).

El 15 de octubre de 1830 con el nombre de Pedro (Peter) Wirth nació el Hermano Jacobo (Santiago) en Waldbreitbach/Valle del río Wied (Alemania). Era el cuarto hijo del matrimonio de Teodoro y Catalina Wirth. Su padre era pastor de ovejas, su madre atendía una pequeña taberna. 

## Infancia
A los 9 años perdió Pedro a su padre, y a 10 años era huérfano de padre y madre. La familia empobrecida pudo supercar estas tragedias: Pedro encontró de ahora en adelante acogida en su tío-padrino, que era el maestro del pueblo en Waldbreitbach. Con los años su tío lo ascendió a ayudante en la escuela, ya que por razones económicas Pedro no podía ir a una escuela normal. Entonces empezó a estudiar el oficio de zapatero. 

## Vida religiosa
El ensimismado Pedro se juntó con los Terciarios Franciscanos que estaban comprometidos en una labor social-religiosa en su pueblo. Él sintió cada vez más fuerte la necesidad de retirarse al estado religioso. Así en el verano de 1854 él y un amigo fundaron una comunidad de vida de artesanos piadosos, que con el trabajo de sus manos alimentaban, educaban y formaban a chicos huérfanos. En 1862 pudo él, con la ayuda del párroco Gomm y la autorización del Obispo de Tréveris, fundar la Congregación de los Hermanos Franciscanos de la Santa Cruz (FFSC). Pronto su propio fundador se encargó de la creciente Comunidad de via social-caritativa. Él mismo se infectó curando a los enfermos de viruela; y falleció el 28 de marzo de 1871. Hoy sus restos mortales descansan en la Capilla de la Torre de la Casa de San José en Hausen. Hasta la actualidad son los Hermanos Franciscanos quienes atienden las Instituciones de acción social y caridad para con las personas mayores y enfermas, impedidas y pobres.